# Высший Эволюционер
Вы́сший Эволюционе́р (англ. High Evolutionary), настоящее имя Ге́рберт Э́дгар Ви́ндхэм (англ. Herbert Edgar Wyndham) — суперзлодей американских комиксов издательства Marvel Comics, наиболее известный, как один из врагов Мстителей и Стражей Галактики.
Цель жизни Виндхэма заключается в искусственном ускорении эволюции человечества. Изучив работы Натаниэля Эссекса, он разгадал секрет генетического кода и ускорил собственную эволюцию, после чего начал экспериментировать над животными, создав расу так называемых Новых людей. Разочарованный невежеством человеческой расы, Высший Эволюционер терраформировал астероид в противоположной точке орбиты Земли и создал Анти-Землю, чтобы обеспечить достойное существование для своих творений, однако, в конечном итоге, Новые люди обратились против своего создателя, и тот был вынужден сражаться с ними за контроль над Анти-Землёй.
С момента своего первого появления в комиксах Высший Эволюционер появился в других медиа продуктах, включая мультсериалы, кино и видеоигры. В рамках медиафраншизы «Кинематографическая вселенная Marvel» (КВМ) роль Высшего Эволюционера исполняет Чукуди Ивуджи.

## История публикаций
Высший Эволюционер впервые упоминается в комиксе The Mighty Thor #133 (Октябрь 1966). Его полноценное появление состоялось в The Mighty Thor #134 (Ноябрь 1966), а сам персонаж был создан сценаристом Стэном Ли и художником Джеком Кирби.

## Силы и способности
Высший Эволюционер развил свой интеллект до предела человеческих возможностей и был идентифицирован как единственный Homo sapiens, чей интеллект и знания находятся на уровне определённых космических сущностей. Он считается ведущим генетиком во вселенной Marvel и обладает познаниями в биологии, химии, медицине, физике, инженерии, психологии, информатике и кибернетике.
Благодаря экспериментам над собственным геномом, своему усовершенствованному мозгу и кибернетическому экзоскелету, Высший Эволюционер приобрёл богоподобные способности, включая возможность развиваться и изменять формы жизни, сверхчеловеческую силу и прочность, манипуляцию материей на субатомном уровне, манипуляцию энергией и проецирование, космические познания, предвидение, телепатию, телекинез, межпространственное перемещение и изменение размера тела. Однажды ему удалось выстоять против Галактуса в течение длительного времени, прежде чем он потерпел поражение.
Его экзоскелет обеспечивает ему невероятную степень защиты от нападений извне, а также обеспечивает жизнеобеспечение. При получении серьёзных повреждений костюм может залечить его раны и полностью вернуть Эволюционера к жизни, используя записи его генома и моделей активности мозга. Таким образом, костюм полностью восстановил его тело после того, как тот попытался покончить жизнь самоубийством, уничтожив собственное тело.

## Вне комиксов

### Телевидение
- Высший Эволюционер появился в мультсериале «Люди Икс» (1992), где его озвучил Джеймс Блендик[11]. Дебютировал во флэшбеках эпизода «Дикая Земля, Необычное сердце часть 2», где заточил Гарокка в тюрьму на Дикой Земле. В дальнейшем пытался заселить Землю своими созданиями, но его планам помешали Магнето и Люди Икс, после чего он сбежал.
- Высший Эволюционер, озвученный Ричардом Ньюманом[11], является главным антагонистом мультсериала «Непобедимый Человек-паук» (1999). Эта версия, испытывающая отвращение к поведению людей на Земле, полагала, что большее генетическое разнообразие повышает шансы на выживание. Он покинул Землю, чтобы начать новую жизнь на Анти-Земле, но обнаружил в её обитателях те же разрушительные наклонности, что и у его сородичей. Затем Высший Эволюционер приступил к созданию нового общества под названием Зверяне, всецело преданных ему одному. Также он сформировал элитный отряд зверей под названием Рыцари Вундагора, состоящий из сэра Барана, лорда Тигра, леди Урсулы и леди Гадюки, которые задействовали Людей-машин в качестве правоохранительных органов. Нью-Йорк на Анти-Земле разделён по уровням: люди живут на нижнем, а Зверяне находятся на вершине цепи. Высший Эволюционер намеревался превратить планету в рай всеми возможными средствами, однако его планы осложнились из-за прибытия Человека-паука, Венома и Карнажа. В эпизоде «Грехи отцов» выяснилось, что Высший Эволюционер — дедушка Карен О’Мэлли, над которой ставил эксперименты, когда ты была ребёнком. Высший Эволюционер был ранен в финале мультсериала в битве против Человека-паука, Зелёного гоблина и повстанцев во главе с Джоном Джеймсоном.
- Высший Эволюционер появился в мультсериале «Супергеройский отряд» (2009), где его озвучил Джонатан Фрейкс[11].
- Кори Бёртон озвучил Высшего Эволюционера в мультсериале «Халк и агенты У.Д.А.Р.» (2013)[11].
- Высший Эволюционер, озвученный Ноланом Нортом[11], появился в мультсериале «Стражи Галактики» (2015).

### Кино

#### Киновселенная Marvel
Чукуди Ивуджи исполнил роль Высшего Эволюционера в фильме «Стражи Галактики. Часть 3» (2023), действие которого разворачивается в рамках медиафраншизы «Кинематографическая вселенная Marvel».

### Видеоигры
Высший Эволюционер появляется в игре Marvel: Avengers Alliance (2012) для Facebook. Вместе со Злыднем, Ящером и Стегроном он вступает в борьбу с Сауроном и А.И.М. за власть над Дикой Землёй.

## Критика
Comic Book Resources поместил Высшего Эволюционера на 8-е место среди «10 самых неприятных злодеев Marvel» и на 3-е место среди «8 сильнейших врагов Стражей Галактики».